# 武陵橋 (桃園市)

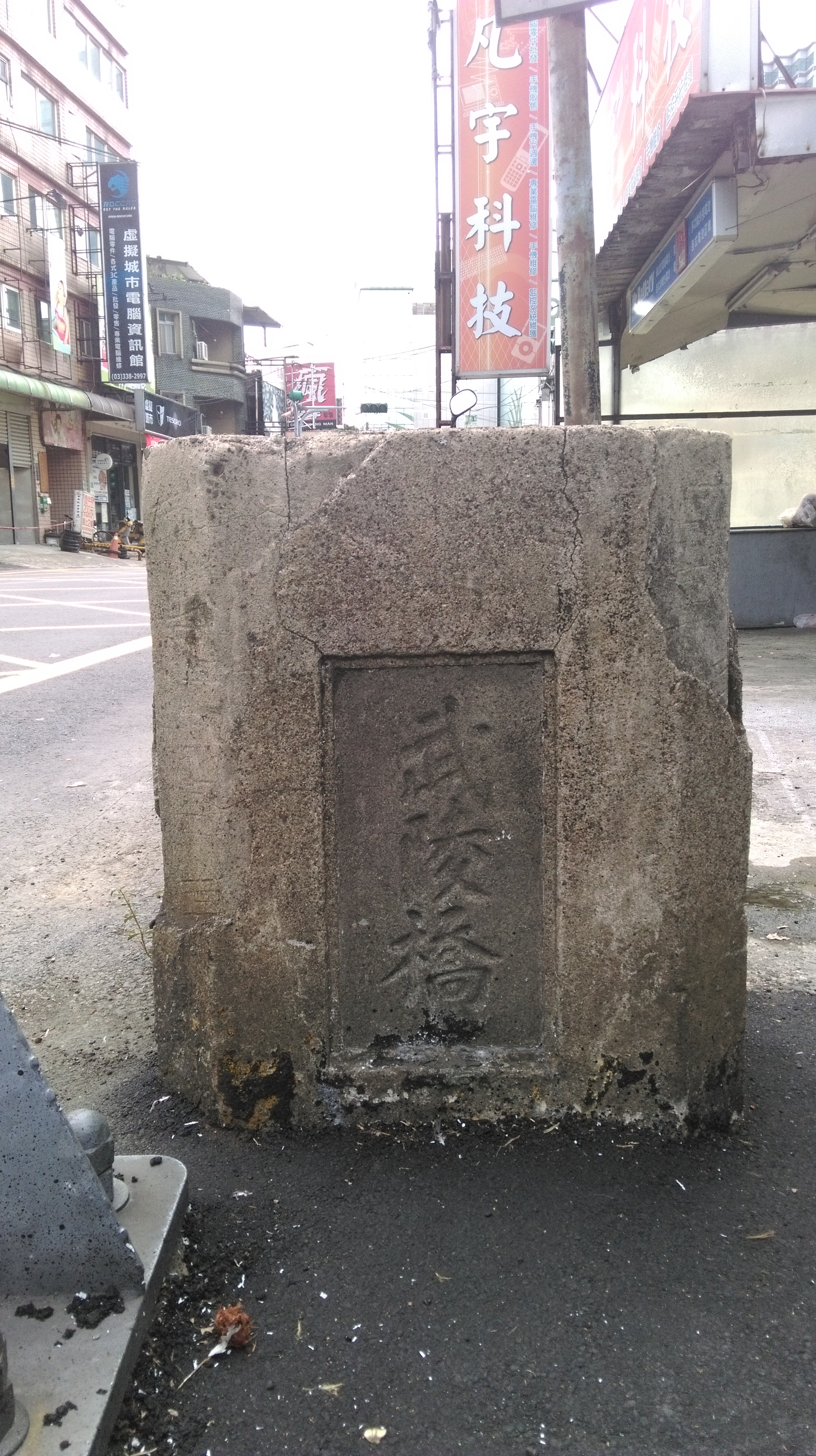
武陵橋

武陵橋，是位於桃園市桃園區萬壽路三段，跨越東門溪的的一座橋梁，建於1928年（昭和3年）。由於東門溪該段河道已加蓋，武陵橋已看不到橋的下部結構，僅可從殘留的北側橋頭柱及欄杆看得出曾經是一座橋。武陵橋西距桃園火車站約300公尺。
補充不同記載...（摘錄自好房網新聞稿）
武陵橋建於大正7年即1918年，主要是為跨越東門溪而搭建之橋梁，在此之前，原本就有座便橋，但桃園前站經濟發展甚快，故於日治時代改建為較寬、堅固的武陵橋。
武陵橋是「桃園街」（以前的行政區域名稱）最早的水泥橋，在現今桃鶯路為開拓前，是桃仔園通往鶯歌的必經之路。
從橋梁兩端「紀年」看出，橋梁是以「民國7年」來紀年，這明顯是光復後，執政當局為了遮掩不風光的過去，用水泥將「大正7年」之字樣填平，再刻上「民國7年建」....